# Голдън Гейт
Голдън Гейт Бридж (на английски: Golden Gate Bridge, в превод: Мост Златна порта или Златна врата) е висящ мост над пролива Голдън Гейт, който отделя Санфранциския залив от Тихия океан.
Мостът свързва град Сан Франциско от южната страна на пролива с градчето Сосалито на северния бряг. Завършен е през 1937 г. и остава мостът с най-голям отвор в света (1280 m) до построяването на моста Веразано Нароуз (Verrazano–Narrows Bridge) в Ню Йорк през 1964 г.

## История

### Ферибот
Преди да се изгради мостът, единственият практически кратък маршрут между Сан Франциско и Марин Каунти е с лодка през залива на Сан Франциско. Фериботната услуга започва още през 1820 г. Услуга с редовно разписание започва през 1840 г. с цел транспортиране по вода към Сан Франциско.
Много хора са искали да се изгради мост за свързване Сан Франциско с Марин Каунти. Сан Франциско е бил най-големият американски град, който все още е бил обслужван главно чрез фериботи. Тъй като не е имал постоянна връзка с местните общности около залива, темпът на растеж на града е бил под средния за страната.  Много експерти са заявявали, че мост не може да бъде построен над на пролива, където в средата има дълбочина над 150 m и чести силни ветрове. Експертите смятали, че силните ветрове и гъсти мъгли ще възпрепятстват изграждането и експлоатацията на мост. 

### Концепция
Въпреки че идеята за моста не е нова, предложението, което в крайна сметка се смята като начало, е направено през 1916 г. в статия на San Francisco Bulletin от бившия студент-машиностроител Джеймс Уилкинс.  Градският архитект на Сан Франциско изчислява цена от $ 100 млн. като непрактична за времето, както и отправя въпрос до специалистите дали може да бъде построен за по-малко.  Този, който отговорил, Джоузеф Строус, е амбициозен, но мечтателен инженер и поет, който за дипломната си работа е проектирал 89 километров железопътен мост над Беринговия проток.  По това време Строус е имал завършени около 400 скици – голямата част от които са вътрешни в страната проекти и нищо от мащаба на новия проект.  Първоначалната идея на Строус е за масивни конзоли от двете страни на пролива, свързани с един централен окачен сегмент. Той обещава това да бъде построено за 17 милиона щатски долара. 
Местните власти се съгласяват да продължат проекта само при уверение, че Строус промени проекта и приеме мнението на няколко консултиращи проекта експерти. Поради последните постижения в металургията е решено като най-практично да се направи висящ мост.
Строус прави повече от десетилетие агитация в Северна Калифорния.  Мостът среща сериозна опозиция, включително и съдебни дела от много места. Военното министерство на САЩ е притеснено, че мостът ще влияе на движението на кораби, а военният флот се страхувал от сблъсък на кораб или саботаж на моста, който би могъл да блокира достъпа до едно от основните пристанища. Професионалните съюзи искали да се гарантира, че в строежа ще се предпочитат местни хора. Southern Pacific Railroad, една от най-влиятелните фирми в Калифорния, се противопоставя заради конкуренцията на нейния фериботен флот и дори завела съдебен процес срещу проекта, което довело до масов бойкот на фериботните услуги. През май 1924 г. полковник Хърбърт Дикайн (на английски: Herbert Deakyne) води второто изслушване за моста от страна на военния министър по повод на искането да се ползва федерална земя за строеж. Дикайн одобрява от името военното министерство прехвърлянето на земята за нуждите на изграждането на мостовата инфраструктура на Bridging the Golden Gate Association и на окръзите Сан Франциско и Марин Каунти. Друг съюзник на проекта е автомобилната индустрия, която подкрепяла изграждането на пътища и мостове с идеята това да доведе до увеличаване на търсенето на автомобили.

### Проект
Строус е основен инженер, отговорен за цялостния дизайн и конструкцията на моста. Понеже той е имал малко опит с кабелни висящи конструкции  отговорността за това е поверена на други експерти.
Ървинг Мороу (на английски: Irving Morrow), малко известен местен архитект, е направил цялостния дизайн на кулите на моста, схемата за осветяването му и декоративните елементи – улични лампи, перила и пешеходни алеи. Известният оранжев (International Orange) цвят е използван първоначално като корозионна защита на моста. Много местни хора са агитирали Мороу да оцвети в жизнерадостния оранжев цвят, а не в някой от традиционния сив или тъмно сив цвят. Оттогава е запазен този цвят.
Старши инженерът Чарлз Елис (на английски: Charles Alton Ellis), помаган дистанционно от известния дизайнер на мостове Леон Мойсеев (на английски: Leon Moisseiff, евреин, роден в Рига), е главният инженер на проекта. Мойсеев е направил основният структурен дизайн, като прилага теорията си deflection theory, според която тънкият и гъвкав път би бил гъвкав и устойчив на ветрове, сериозно намалявайки напрежението, предавайки силите по висящите кабели на кулите. Въпреки че дизайнът на моста Голдън Гейт се е доказал като надежден, по-късно мостът, направен по проект на Мойсеев – Tacoma Narrows Bridge (1940) се разрушава под въздействието на силни ветрове скоро след като е завършен, поради аероеластично трептене (aeroelastic flutter).
Елис е гръцки възпитаник и математик. Той е професор и преподавал в университета в Илинойс, без да има инженерно образование. Получава инженерна диплома от университета, преди да направи дизайна на моста Голдън гейт, и е прекарал последните 12 години от кариерата си като професор в университета „Пардю“ (на английски: Purdue University). Той става експерт по структурен дизайн, пише книга, която става настолна за повечето инженери по това време. Елис извършва голяма част от техническата и теоретична работа по моста, но не получава признание, докато е жив. През ноември 1931 г. Строус уволнява Елис и го заменя с неговия подчинен Клифорд Пейн (на английски: Clifford Paine), под предлог, че харчел твърде много пари за изпращане на телеграми до Мойсеев. Елис, обсебен от идеята за проекта и останал без друга работа по време на Голямата депресия, продължава да работи по 70 часа седмично, без възнаграждение, и накрая предава десет тома с направени на ръка изчисления.